# Bahamy na Letnich Igrzyskach Olimpijskich 1952
Bahamy na Letnich Igrzyskach Olimpijskich 1952 reprezentowało 7 zawodników, byli to sami mężczyźni.

## Skład kadry

### Żeglarstwo
Mężczyźni
- Kenneth Albury

finn – 14. miejsce
- Durward Knowles i Sloane Farrington

star – 5. miejsce
- Basil Kelly, Basil McKinney, Don Pritchard, Godfrey Higgs

5,5 m – 15. miejsce